# Olympische Sommerspiele 1976/Teilnehmer (Senegal)
| Gelbes Symbol für Goldmedaillen mit stilisierten Olympischen Ringen | Graues Symbol für Silbermedaillen mit stilisierten Olympischen Ringen | Braundes Symbol für Bronzemedaillen mit stilisierten Olympischen Ringen |
| ------------------------------------------------------------------- | --------------------------------------------------------------------- | ----------------------------------------------------------------------- |
| —                                                                   | —                                                                     | —                                                                       |

Senegal nahm an den Olympischen Sommerspielen 1976 in Montreal mit einer Delegation von 21 Athleten (19 Männer und 2 Frauen) an 27 Wettkämpfen in vier Sportarten teil. Ein Medaillengewinn gelang keinem der Athleten.

## Teilnehmer nach Sportarten

### Boxen
- Mamadou Drame
Schwergewicht: im Achtelfinale ausgeschieden

### Judo
- Papa M’Bengue
Leichtgewicht: in der 1. Runde ausgeschieden

- Lamine Wade
Halbmittelgewicht: im Achtelfinale ausgeschieden

- Assane N’Doye
Mittelgewicht: in der 1. Runde ausgeschieden

- Abdoulaye Koté
Schwergewicht: 7. Platz

- Abdoulaye Djiba
Halbschwergewicht: 7. Platz
Offene Klasse: in der 1. Runde ausgeschieden

### Leichtathletik
Männer
- Barka Sy
100 m: im Vorlauf ausgeschieden
200 m: im Vorlauf ausgeschieden
4-mal-100-Meter-Staffel: im Halbfinale ausgeschieden

- Adama Fall
100 m: im Viertelfinale ausgeschieden
4-mal-100-Meter-Staffel: im Halbfinale ausgeschieden

- Momar N’Dao
100 m: im Vorlauf ausgeschieden
4-mal-100-Meter-Staffel: im Halbfinale ausgeschieden

- Christian Dorosario
200 m: im Vorlauf ausgeschieden
4-mal-100-Meter-Staffel: im Halbfinale ausgeschieden

- Samba Dièye
400 m: im Vorlauf ausgeschieden

- Abdoulaye Sarr
110 m Hürden: im Vorlauf ausgeschieden

- Papa Ibrahima Ba
Weitsprung: 30. Platz

- Ibrahima Guèye
Diskuswurf: 27. Platz

Frauen
- Ndew Niang
800 m: im Vorlauf ausgeschieden
1500 m: im Vorlauf ausgeschieden

- Julie Gomis
100 m Hürden: im Vorlauf ausgeschieden

### Ringen
- Arona Mané
Leichtgewicht, griechisch-römisch: in der 2. Runde ausgeschieden
Leichtgewicht, Freistil: in der 2. Runde ausgeschieden

- Ibrahim Diop
Mittelgewicht, griechisch-römisch: in der 3. Runde ausgeschieden
Mittelgewicht, Freistil: in der 2. Runde ausgeschieden

- Ambroise Sarr
Halbschwergewicht, griechisch-römisch: in der 3. Runde ausgeschieden
Halbschwergewicht, Freistil: in der 2. Runde ausgeschieden

- Robert N’Diaye
Schwergewicht, griechisch-römisch: in der 2. Runde ausgeschieden
Schwergewicht, Freistil: in der 2. Runde ausgeschieden

- Mamadou Sakho
Superschwergewicht, griechisch-römisch: in der 4. Runde ausgeschieden
Superschwergewicht, Freistil: in der 2. Runde ausgeschieden